# Torularia
Torularia, rod crvenih algi iz porodice Batrachospermaceae, dio reda Batrachospermales. Postoje tri priznate vrste, sve su slatkovodne.
Rod je opisan 1828.

## Vrste
1. Torularia atra (Hudson) M.J.Wynne; Torularia dillenii (Bory) Bonnemaison Sinonim - tip
2. Torularia atrobrasiliensis M.J.Wynne
3. Torularia puiggariana (Grunow) M.J.Wynne

## Sinonimi
- Atrophycus Necchi & Rossignolo, 2017[2]